# 392 a.C.
Il 392 a.C. (CCCXCII a.C. in numeri romani) è un anno  del IV secolo a.C.

## Eventi
- In Sicilia Dionisio il Vecchio e il condottiero cartaginese Magone stipulano una pace e il tiranno di Siracusa inizia ad attaccare Reggio Calabria.
- Sinecismo di Corinto con Argo, entrambe facenti parte della coalizione ateniese.
- Aristofane mette in scena la Ecclesiazuse (Le donne all'assemblea).
- La principessa spartana Cinisca vince la gara delle quadrighe ai Giochi olimpici.
- Roma
  - Consoli Marco Manlio Capitolino e Lucio Valerio Potito
  - Viene consacrato il tempio di Giunone Regina.
- Koan diviene imperatore del Giappone.